# Kotna ločljivost
Kótna ločljívost ali prostórska ločljívost opisuje sposobnost poljubne slikovne naprave, kot so na primer optični ali radijski daljnogled, mikroskop, fotoaparat, videokamera ali človeško oko, da razločuje majhne podrobnosti teles in tako predstavlja eno od glavnih določilnic slikovne ločljivosti.

## Definicija izrazov
Razločevalna moč je zmožnost poljubne slikovne naprave, da razloči točke telesa (objekta), ki se nahaja na majhni razdalji, ali je moč optičega inštrumenta, da razločuje oddaljena telesa, ki ležijo tesno skupaj, v posamezne slike. Izraz ločljivost ali najmanjša razločevalna razdalja je najmanjša razdalja med razločljivimi objekti v sliki, čeprav izraz rabijo mnogi uporabniki mikroskopov ali daljnogledov za opis razločevalne moči. V znanstveni analizi se izra »ločljivost« v splošnem rabi za opisovanje točnosti s katero nek inštrument meri in zapisuje (v sliki ali spektru) kakšno spremenljivko v primerku ali vzorcu med raziskovanjem.

## Razlaga
Ločljivost slikovnega sistema je lahko omejena zaradi optične aberacije ali uklona, kar povzroča neostrost slike. Ta dva pojava imata različna vzroka in nista povezana. Aberacije se lahko pojasni z geometrijsko optiko in se lahko načeloma popravi z izboljšanjem optične kakovosti in posledično cene sistema. Na drugi strani uklon izhaja iz valovne narave svetlobe in ga določa končna apertura optičnega elementa. Krožna apertura leče je sorodna dvorazsežni različici poskusa z eno režo. Svetloba, ki potuje skozi lečo, interferira sama s sabo in povzroča uklonski vzorec v obliki obročev, znan kot Airyjev disk, če je valovno čelo izsevane svetlobe obravnavano kot sfera ali ravninsko prek izhodne aperture.
Medigra med uklonom in aberacijo se lahko označi s funkcijo širjenja točke (point spread function, (PSF)). Ožja je apertura leče, večja bo verjetnost, da bo prevladovala PSF zaradi uklona. V tem primeru se lahko kotna ločljivost optičnega sistema oceni (iz premera aperture in valovne dolžine svetlobe) z Rayleighovo mejo, ki jo je definiral lord Rayleigh: dva točkovna vira sta že razločena, če glavni ukonski maksimum slike sovpada s prvim minimumom drugega vira.
 Če je razdalja večja, sta vira dobro razločljiva in, če je manjša, ju ni moč razločevati. Rayleigh je definiral to mejo pri virih z enako močjo.
Če se upošteva uklon skozi krožno aperturo, velja:
{\displaystyle \theta =1,220{\frac {\lambda }{d}}\!\,,}
kjer je:
- {\displaystyle \theta \,} – krožna ločljivost (v radianih),
- {\displaystyle \lambda \,} – valovna dolžina svetlobe,
- {\displaystyle d\,} – premer aperture leče in
- {\displaystyle \lambda \,} in {\displaystyle d\,} sta izražena v enakih enotah (centimetrih, metrih).

Faktor 1,220 se izpelje iz izračuna lege prvega temnega obroča, ki obkroža osrednji Airyjev disk uklonskega vzorca. To število ima točnejšo vrednost 1,21966989... (A245461) in je enako prvi ničli Besslove funkcije prve vrste reda 1 {\displaystyle J_{1}(x)} deljeni s π.
Formalna Rayleighova meja je bližje empirični meji ločljivosti, ki jo je pred tem odkril angleški astronom William Rutter Dawes, ko je preskušal opazovalce na bližnjih dvozvezdjih z enakim navideznim sijem. Rezultat θ = 4,56/d, kjer je d merjen v palcih, θ pa v  ločnih sekundah, je malo ožji od izračunanega z Rayleighovo mejo: izračun z Airyjevim diskom kot funkcijo širjenja točke kaže, da je pri Dawesovi meji 5 % zasenčenost med dvema maksimuma, pri Rayleighovi meji pa je 26,3 % zasenčenost. Sodobne tehnike obdelave slik vključno z dekonvolucijo funkcije širjenja točke omogočajo razločevanje še bližnjih dvozvezdij.
Kotna ločljivost selahko pretvori v prostorsko ločljivost Δℓ z množenjem kota (v radianih) z razdaljo do telesa. Za mikroskop je ta razdalja blizu goriščnice f objektiva. Za ta primer je Rayleighova meja enaka:
{\displaystyle \Delta \ell =1,220{\frac {f\lambda }{d}}\!\,.}
To je velikost v ravnini slike majhnega telesa, ki jo leča lahko razloči in tudi polmer najmanjše pike, do katere se lahko kolimiran snop svetlobe fokusira. Velikost je sorazmerna z valovno dolžino λ in tako se lahko na primer modra svetloba fokusira na manjšo piko od rdeče svetlobe. Če leča fokusira snop svetlobe s končnim obsegom (na primer laserski snop), vrednost d odgovarja premeru svetlobnega snopa in ne leče. Ker je prostorska ločljivost obratno sorazmerna s premerom d, to vodi do malo presenetljivega rezulatat, da se lahko širok svetlobni snop fokusira na manjšo piko kot pa ozek. Ta rezultat je povezan s Fourierovimi značilnostmi leče.
Podobni rezultat velja za majhno tipalo, ki slika telo v neskončnosti: kotna ločljivost se lahko pretvori v prostorsko ločljivost na tipalu z rabo količine f kot razdalje do slikovnega tipala. To povezuje prostorsko ločljivost slike z goriščnim razmerjem {\displaystyle f/\#\,}:
{\displaystyle \Delta \ell \approx 1,220{\frac {f\lambda }{d}}=1,220\lambda \,(f/\#)\!\,.}
Ker je to polmer Airyjevega diska, se ločljivost boljše oceni s premerom {\displaystyle 2,440\lambda \,(f/\#)\,}.

## Posebni primeri

### Človeško oko
Kotna ločljivost {\displaystyle r\,} človeškega očesa je za valovno dolžino 580 nm in premerom zaprte zenice 2 mm približno enaka:
{\displaystyle r={\frac {\lambda }{d}}={\frac {580\cdot 10^{-9}\cdot 180}{2\cdot 10^{-3}\pi }}=0,0166158^{\circ }\approx 1,00'=59,8''\!\,.}
Pri odprti zenici s premerom 9 mm je teoretična ločljivost:
{\displaystyle r={\frac {580\cdot 10^{-9}\cdot 180}{9\cdot 10^{-3}\pi }}=0,003692^{\circ }\approx 0,22'=13,3''\!\,.}
Zaradi uklona na zenici ločljivost ne bi bila večja, četudi bi bile paličice in čepki manjši. Občutljivost mrežnice {\displaystyle V\,} je največja pri valovni dolžini približno 500 nm (30×106). Ločljivost očesa se meri z različno velikimi Landoltovimi kolobarji, ni pa je mogoče točno določiti le na fizikalni osnovi, saj pri prepoznavanju predmetov in teles sodulujejo tudi možgani.

### Posamezni daljnogled
Točkovne vire svetil, ki so ločeni med seboj za kot manjši od kotne ločljivosti, se ne da razločevati. Posamezni daljnogled ima lahko kotno ločljivost manjšo od ene ločne sekunde, vendar astronomska razmazanost in drugi vplivi v ozračju to zelo otežujejo.
Kotna ločljivost {\displaystyle r\,} daljnogleda se lahko običajno približno poda kot:
{\displaystyle r={\frac {\lambda }{d}}\!\,,}
kjer je:
- {\displaystyle \lambda \,} – valovna dolžina opazovanega sevanja,
- {\displaystyle d\,} – premer objektiva daljnogleda.

Tako podana ločljivost {\displaystyle r\,} je dana v radianih. Viri, ki so večji od kotne ločljivosti, se imenujejo razširjeni viri ali difuzni viri, manjši pa se imenujejo točkovni viri.
V primeru rumene svetloe z valovno dolžino 580 nm je na primer za ločljivost 0,1 ločne sekunde potreben premer {\displaystyle d=1,2\,} m.
Ta formula za svetlobo z valovno dolžino približno 562 nm se imenuje tudi Dawesova meja.

### Mreža daljnogledov
Najvišjo ločno ločljivost se lahko doseže z mrežo daljnogledov imenovano astronomski interferometer. Takšni inštrumenti lahko dosežejo kotne ločljivosti do 0,001 ločne sekunde pri optičnih valovnih dolžinah in še višje ločljivosti pri radijskih valovnih dolžinah. Za dosego slikanja aperturne sinteze je potrebno večje število daljnogledov v dvorazsežni razporeditvi.
Kotna ločljivost {\displaystyle r\,} interferometrične antene se lahko običajno poda približno kot:
{\displaystyle r={\frac {\lambda }{b}}\!\,,}
kjer je:
- {\displaystyle \lambda \,} – valovna dolžina opazovanega sevanja,
- {\displaystyle b\,} – dolžina največjega fizičnega razmika med daljnogledi v mreži, ki se imenuje osnova.

Tako podana ločljivost {\displaystyle r\,} je dana v radianih. Viri se imenujejo podobno kot pri posameznih daljnogledih.
Za tvorjenje slike v rumeni svetlobi z valovno dolžino 580 nm je za ločljivost 1 mili ločne sekunde na primer potrebna mreža daljnogeldov v razporeditvi 120 m × 120 m.

### Mikroskop
Ločljivost {\displaystyle r\,} (tukaj merjena kot razdalja, kar se ne sme zamenjevati s kotno ločljivostjo, opisano v predhodnem razdelku) je odvisna od kotne aperture {\displaystyle \alpha }:
{\displaystyle r={\frac {1,220\lambda }{\mathrm {NA} _{\text{kondenzor}}+\mathrm {NA} _{\text{objektiv}}}}\!\,,} kjer je {\displaystyle \mathrm {NA} =n\sin \theta }.
Tukaj je NA numerična apertura, {\displaystyle \theta } polovica kota {\displaystyle \alpha } leče, ki je odvisen od premera leče in njene goriščnice, {\displaystyle n\,} lomni količnik snovi med lečo in vzorcem, {\displaystyle \lambda } pa je valovna dolžina svetlobe, ki seva ali izhaja iz (v primeru fluorescenčne mikroskopije) vzorca.
Izhaja, da sta NA tako objektiva kakor kondenzorja veliki kakor je možno za največjo ločljivost. V tem primeru sta NA enaki, in se enačba lahko prevede na:
{\displaystyle r={\frac {1,220\lambda }{2\mathrm {NA} }}\approx {\frac {\lambda }{2\mathrm {NA} }}\!\,.}
Praktična meja za {\displaystyle \theta } je približno 70°. V suhem objektivu ali kondenzorju to da največjo NA 0,95. V visokoločljivem oljnem imerzijskem objektivu je največja NA tipično 1,45 z uporabo imerzijskega olja z lomnim količnikom 1,52. Zaradi teh omejitev je ločljivostna meja svetlobnega mikroskopa, ki rabi vidno svetlobo približno 200 nm. Če je za najkrajšo valovno dolžino vidne svetlobe vijolična ({\displaystyle \lambda } ≈ 400 nm), velja:
{\displaystyle r={\frac {1,220\cdot 400}{1,45\ +\ 0,95}}=203\,{\mbox{nm}}\!\,,}
kar je blizu 200 nm.
Objektivi z imerzijskim oljem imajo lahko praktične težave zaradi njihove nizke globinske ostrine in izjemno kratke delovne razdalje, ki kar kliče po uporabi zelo tankih pokrovnih prevlek (0,17 mm) ali v obrnjenem mikroskopu po petrijevkah s tankim steklenim dnom.
Ločljivost pod to teoretično mejo se lahko doseže s pomočjo bližnepoljnih optičnih (bližnepoljni tipalni optični mikroskop, NSOM) ali uklonskih tehnikah po imenu 4Pi-STED-mikroskopija. Objekte velike do 30 nm so razločili z obema tehnikama. Poleg tega lahko fotoaktivirana lokalizacijska mikroskopija (PALM/FPALM) razločuje strukture takšnih velikosti, vendar lahko poda tudi podatke v smeri z (trirazsežno).